# Böhler-Uddeholm
Die Böhler-Uddeholm AG (BUAG) ist ein Edel- und Werkzeugstahl-Hersteller mit Hauptsitz in Wien, Österreich. Die Firmengruppe umfasst heute die drei Marken Böhler, Uddeholm und Buderus und gehört zum voestalpine-Konzern.

## Unternehmensgeschichte

### Gründung und Geschichte bis 1945

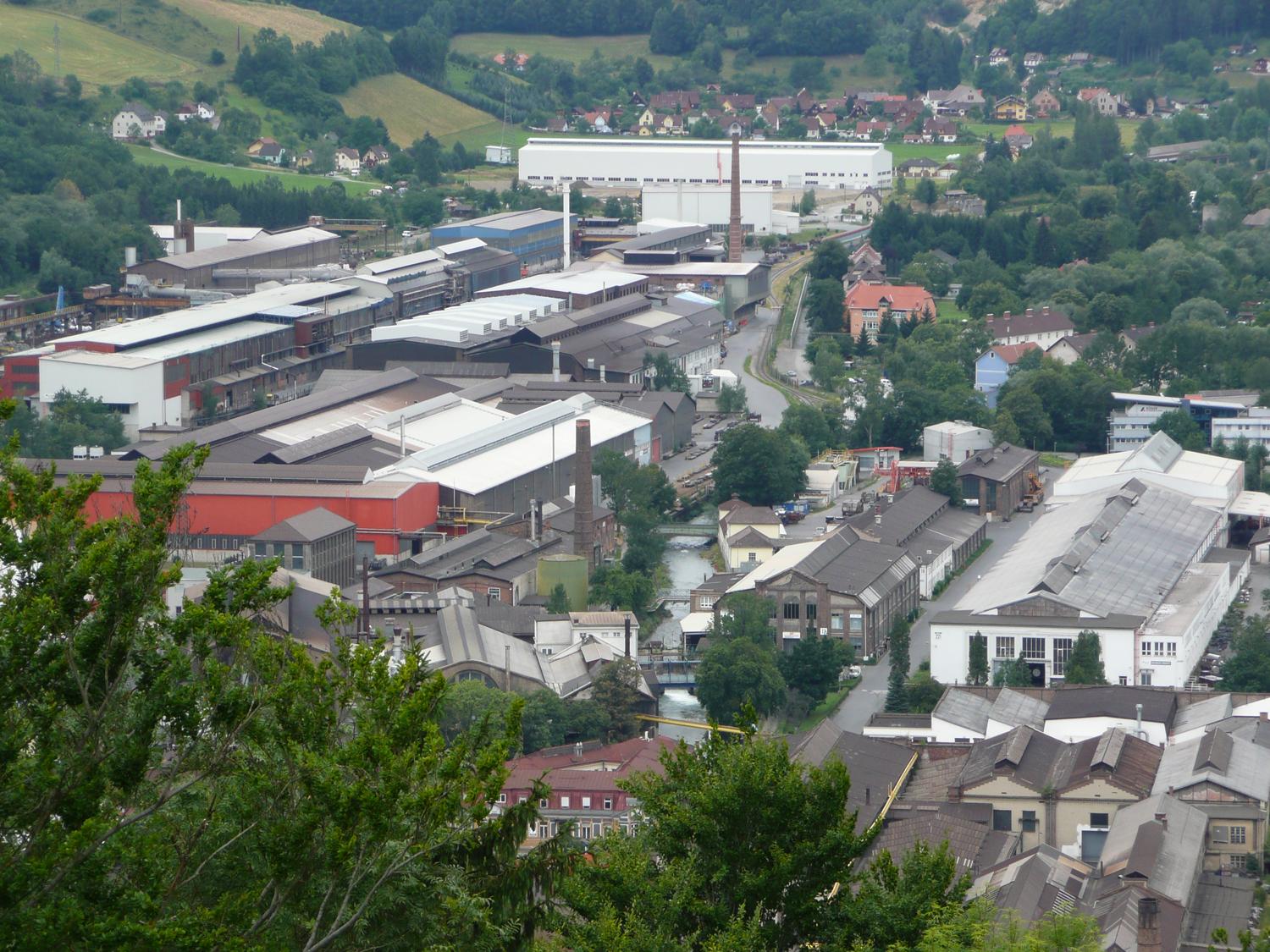
Stammwerk Kapfenberg im Jahr 2007

Die Brüder Albert und Emil Böhler stammen aus einer alten Frankfurter Handelsfamilie. Während ihre Brüder aus erster Ehe den Familienbetrieb übernahmen, beschlossen Albert und Emil, ein eigenes Unternehmen zu gründen. So reisten sie 1870 in die Steiermark und handelten mit der k. k. privilegierten Gussstahlfabrik des Freiherrn Mayr-Melnhof in Kapfenberg einen Alleinvertretungsvertrag für deren Stahlprodukte aus. Anschließend wurde die Firma Gebrüder Böhler & Co., „ein Geschäft zum ausschließlichen Vertrieb der steyermärkischen Stahlsorten“, in Wien ins Handelsregister eingetragen, wobei Georg Kiefer als Kompagnon genannt wurde.
Die Fabrik in Kapfenberg hat eine lange Tradition; bereits im 15. Jahrhundert sind Hammerschmieden am Unterlauf des Stübming- und Thörlbaches in Winkl, einem Ortsteil von Kapfenberg nachgewiesen. Anfangs waren diese eng mit dem Namen der Familie Pögl verknüpft. Nach dem Niedergang der Eisenindustrie wurden die Hämmer in Kapfenberg 1830 von dem aus bäuerlichen Verhältnissen stammenden Franz Mayr gekauft und vor allem durch dessen Sohn durch Einführung neuester Technologien zu neuer Hochblüte gebracht, wofür er zum „Freiherrn Mayr von Melnhof“ geadelt wurde. 1872 verkaufte er das Werk an die k. k. priv. Innerberger Hauptgewerkschaft, 1882 wurde es an die neu gegründete Österreichisch-Alpine Montangesellschaft weiterverkauft, wobei die Alleinvertretungsrechte für die Stahlprodukte weiter bei den Gebrüdern Böhler lagen. Als Firmenzeichen wurde der sechszackige Stern (Böhlerstern) der Mayr’schen Gussstahlfabrik in Kapfenberg übernommen.
Um noch rascher auf Aufträge reagieren zu können, wurde 1872 die Bruckbacher-Hütte in Rosenau am Sonntagberg im Ybbstal vom Waffenproduzenten Josef Werndl gekauft, womit ein Walz- und Schmiedewerk zur Verfügung stand. Die Stahlblöcke wurden weiter aus Kapfenberg bezogen. Im gleichen Jahr beschlossen die Brüder Albert und Emil Böhler entsprechend dem verstärkten Kapitalbedürfnis, den jungen Berliner Kaufmann Friedrich Wilhelm Foerster als neuen Gesellschafter in die Firma aufzunehmen. Etwas später wurde auch die k. k. privilegierte Feilen- und Gussstahlfabrik in Hainfeld in Niederösterreich gekauft und diese Produktion bald darauf ebenfalls ins Ybbstal verlegt, wodurch der Ort Böhlerwerk entstand. Somit konnten nun auch zusätzlich zum Stahl Bearbeitungswerkzeuge von entsprechender Qualität angeboten werden.
Im Jahr 1875 trat Friedrich Böhler – der jüngste der vier Brüder, der wie Otto Böhler und Friedrich Foerster eine Ausbildung in England genossen hatte – als zusätzlicher Gesellschafter in das Unternehmen ein. Im Januar 1882 starb Emil Böhler, der ältere der beiden Firmengründer, an den Folgen einer Operation.
Die Vertriebswege wurden ausgebaut und 1879 Vertretungen in Hamburg, Kopenhagen, Moskau, Petersburg und Kiew eröffnet. 1886 folgten weitere Vertretungen in Paris, Berlin, Frankfurt am Main, Leipzig, Düsseldorf und Stuttgart sowie auch in Sheffield, dem Hauptsitz der britischen Stahlproduktion, wobei man besonders stolz war, das britische Münzamt und die britische Marine zu den Kunden zu zählen. 1889 wurde erstmals nach Japan geliefert.
Schließlich folgte 1894 – infolge einer Umstrukturierung der Alpine-Montan-Gesellschaft – der Kauf der Hütte Kapfenberg um den enormen Betrag von 800.000 Gulden, wodurch nun auch die Firma ihren Stahl in Eigenregie herstellen konnte. Das Werk wurde zu diesem Zeitpunkt vom Stahlexperten Fridolin Reiser – einem Schüler des Montanistikers Peter Tunner – geführt.

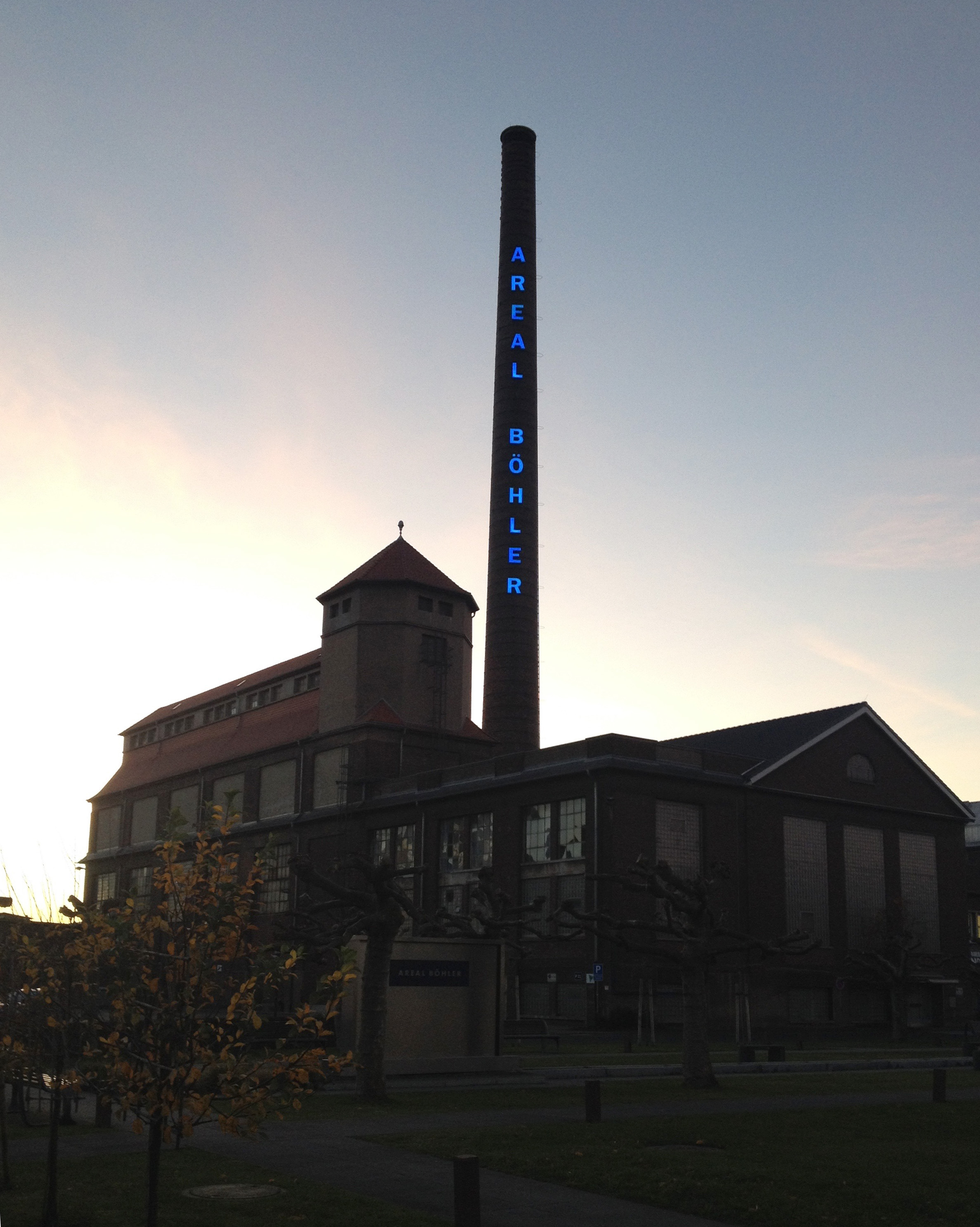
Areal Böhler, Düsseldorf, November 2016

1896 wurden Vertretungen in Budapest und Prag eröffnet. 1899 starb der letzte der Gebrüder Böhler, Albert Böhler, in Wien. In Berlin wurde die Böhler AG gegründet.
1899 wurde die Aktienmehrheit der konkurrierenden St. Egydyer Eisen- und Stahlindustriegesellschaft übernommen und das Unternehmen fortan als Tochterfirma geführt. 1907 wurde ein Verkaufslager in Sydney eröffnet und 1914 errichtete Böhler ein Stahlwerk in Meerbusch (Niederrhein) an der Stadtgrenze nach Düsseldorf.

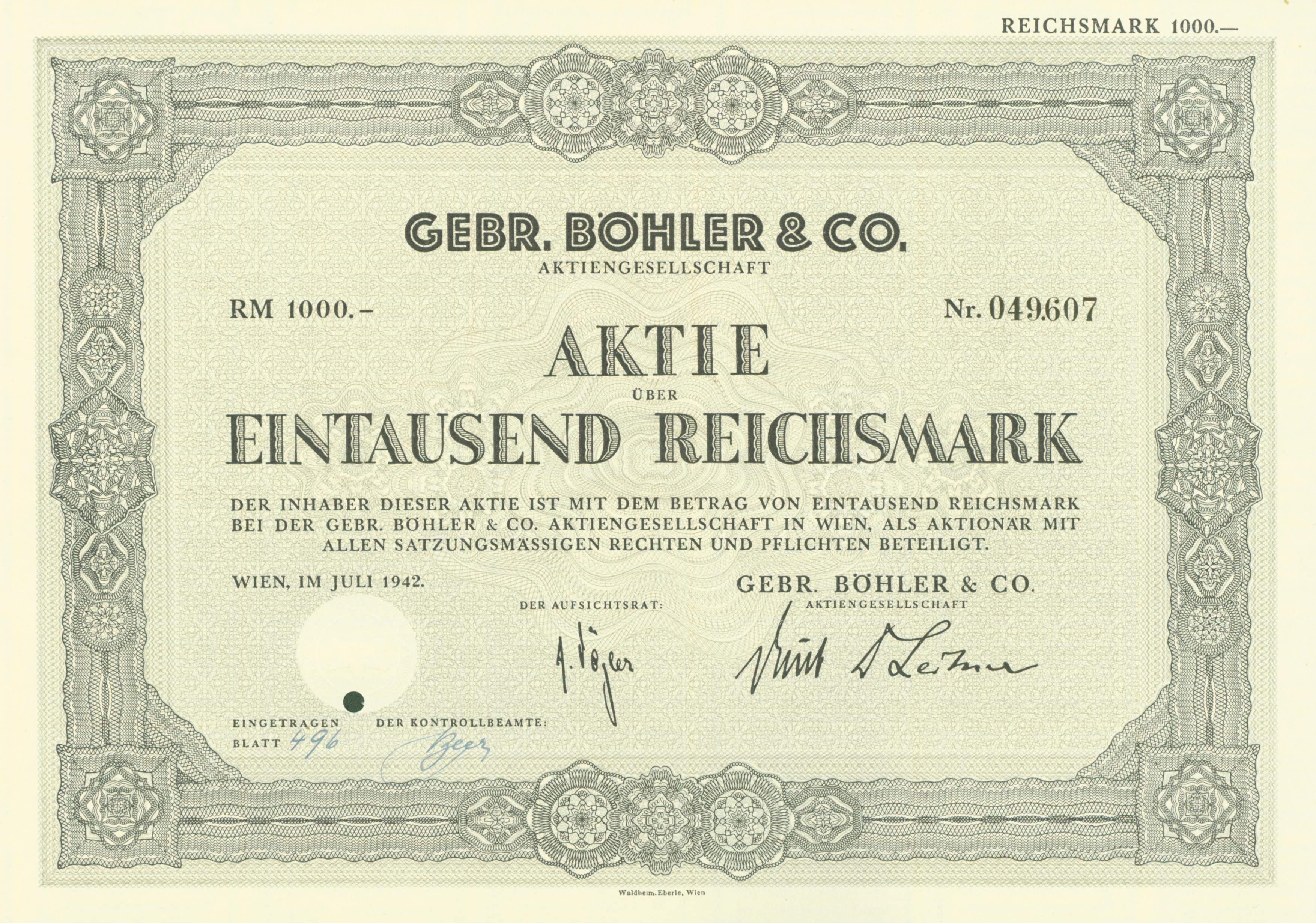
Aktie über 1000 RM der Gebr. Böhler & Co. AG vom Juli 1942

Ab 1917 wurden im Werk Kapfenberg Kirchenglocken aus Gussstahl hergestellt, die Werke aus dem eben erwähnten Jahr wurden im Laufe der Zwischenkriegszeit von der Firma durch ''Bessere" eingetauscht, so z. B. in Kapfenberg. Im Ersten Weltkrieg mussten Bronzeglocken zur Materialgewinnung abgeliefert werden, Stahlglocken jedoch nicht. Daher war die Nachfrage zunächst sehr hoch, und Böhler stieg zur größten Glockengießerei der Zwischenkriegszeit in Österreich auf. Als einige Jahre nach dem Krieg die meisten Kirchen wieder über genügend Glocken verfügten und die Nachfrage nachließ, wurde um 1926 der Glockenguss eingestellt. Da diese Glocken auch im Zweiten Weltkrieg nicht abgeliefert werden mussten, haben sich zahlreiche Exemplare erhalten, einige wurden mittlerweile aufgrund des falschen Denkens, Stahlglocken seien von Natur aus schlecht, durch Bronzeglocken ersetzt.
Mit dem Anschluss Österreichs an Deutschland wurde Böhler ein Teil der nationalsozialistischen Rüstungsindustrie und mit den anderen österreichischen Stahlherstellern zusammengeschlossen. Während des Zweiten Weltkriegs wurden in Sonntagberg und im Stammwerk in Kapfenberg Zwangarbeiter eingesetzt. In Böhlerwerk in der Gemeinde Amstetten kamen jüdische Zwangsarbeiter in den Rüstungsbetrieben zum Einsatz. Im Stammwerk kamen bereits im Juni 1940 300 Kriegsgefangene aus Belgien zum Einsatz. Im Jahr 1945 war in Kapfenberg jede dritte Person entweder Kriegsgefangener oder Zwangsarbeiter.

### Nachkriegszeit
Unmittelbar nach dem Kriegsende wurden im Mai 1945 die Kapfenberger Werke von sowjetischen Soldaten besetzt. Während diese in den Werken der Umgebung (Deuchendorf, St. Marein) einen Großteil der Maschinen demontierten, blieb das Stammwerk in Kapfenberg davon weitgehend verschont. So konnte bereits im Juni 1945 wieder mit der Produktion begonnen werden. Nach etwa sechs Wochen löste Ende Juli 1945 die britische Armee die sowjetischen Besatzer ab. Mit dem Verstaatlichungsgesetz von 1946 wurde das Unternehmen als ehemaliges „deutsches Eigentum“ dem österreichischen Staat unterstellt (Verstaatlichte Industrie) und der Zusammenschluss mit den anderen österreichischen Stahlerzeugern wieder aufgehoben.
In den folgenden Jahrzehnten schrieb das Unternehmen zumeist Verluste, die vom Staat gedeckt werden mussten. Unter der Regierung Kreisky II wurden 1973 alle großen österreichischen Stahlerzeuger – Böhler, VÖEST, Alpine Montan AG und Schoeller-Bleckmann – zu einem einzigen Stahlkonzern mit dem Namen Voest-Alpine AG zusammengeschlossen. Schon 1975 erfolgte jedoch eine Umstrukturierung: Böhler, Schoeller-Bleckmann und die Steirische Gußstahlwerke AG in Judenburg wurden zur Vereinigte Edelstahlwerke (VEW) zusammengefasst, einer 100-prozentigen Tochter der Voest-Alpine AG.
1980 geriet die Stahlindustrie weltweit in eine Krise. Aufgrund der dadurch auflaufenden enormen Verluste setzte der damalige Bundesminister für die öffentliche Wirtschaft Ferdinand Lacina den gesamten Vorstand (unter dem Vorstandsvorsitzenden und Generaldirektor Adolf Bayer) ab und bereitete dem Parteienproporz, der Unternehmensentscheidungen bisher von politischen Gutdünken abhängig machte, mit einer neuen Gesetzesgrundlage ein Ende.
1988 wurde die Vereinigte Edelstahlwerke wegen der wirtschaftlichen Probleme aufgelöst – das Unternehmen blieb jedoch Teil des Voest-Alpine-Konzerns. Ausgegliedert wurde etwa die heutige Schoeller-Bleckmann Oilfield Equipment. 1991 kaufte die Voest-Alpine die schwedische Uddeholm-Gruppe und vereinigte sie mit Böhler. Vorstandsvorsitzender des neuen Unternehmens Böhler-Uddeholm wurde Claus Raidl.

### Privatisierung
| Grundkapital                                                 | EUR 102.000.000 |
| Aktien                                                       | 51.000.000      |
| Aktionär                                                     | Anteil          |
| voestalpine                                                  | 90,24 %         |
| Institutionelle Anleger im In- und Ausland sowie Streubesitz | 9,76 %          |

1995 wurde der Voest-Alpine-Konzern in seiner bisherigen Form aufgelöst und die nunmehrige Böhler-Uddeholm AG an der Wiener Börse gelistet. Der Staatsanteil am Unternehmen, getragen von der Österreichischen Industrieholding AG ÖIAG, sank im Zuge des Börsengangs von 100 auf 72,7 %. 1996 wurde der Staatsanteil auf die Sperrminorität von 25 Prozent gesenkt, 2003 folgte schließlich die vollständige Privatisierung. 2003 übernahm Böhler-Uddeholm von Sidenor das Edelstahlwerk in Brasilien. 2005 wurden die Edelstahlwerke Buderus AG von der Robert Bosch GmbH übernommen. Sie wurden in Buderus Edelstahl GmbH, Buderus Edelstahl Band GmbH und Buderus Edelstahl Schmiedetechnik GmbH aufgespalten. Inzwischen wurden Buderus Edelstahl und Buderus Edelstahl Band im Jahr 2010 wieder zu einer Gesellschaft zusammengeführt.
2001 erwarb eine Gruppe um Rudolf Fries eine Sperrminorität von 25,1 % am Unternehmen. Ihr Anteil reduzierte sich bis 2007 auf 20,95 %, trotzdem blieb diese österreichische Gruppe größter Aktionär des Unternehmens.
2007 wurde bekannt, dass der bisherige Kernaktionär Rudolf Fries plante, sich von seinen Anteilen zu trennen. Nach zunächst unerklärlich starken Kursschwankungen Mitte März gab die Investorengruppe CVC Capital Partners bekannt, 50 Prozent des Unternehmens erwerben zu wollen. Es folgten öffentliche Aussagen von Politikern und Unternehmern, die sich offen gegen eine ausländische Übernahme aussprachen und einen österreichischen Investor forderten, was in der ausländischen Presse Protektionismus-Vorwürfe auslöste. Der Böhler-Uddeholm-Vorstand gab wenige Tage später bekannt, dass er gegen eine Übernahme durch CVC sei, worauf sich diese zurückzog.
Einen Tag später, am 29. März 2007, gab die voestalpine bekannt, die Anteile von Rudolf Fries übernehmen zu wollen und darüber hinaus auch die im Streubesitz befindlichen Aktien aufkaufen zu wollen. Seit Anfang Juni 2008 hält die Voestalpine mehr als 90 % der Böhler-Aktien und die Bilanzzahlen wurden bereits in das Unternehmen eingegliedert. An der Börse fand ein Squeeze-out statt, die voestalpine bot Böhler-Anlegern 70,26 € je Aktie.
Seit dem 23. Juni 2008 wird Böhler-Uddeholm nicht mehr an der Börse gelistet. An Stelle Böhlers wurde der niederösterreichische Energieversorger EVN neu im ATX aufgenommen.
Im September 2009 nahm die voestalpine eine Neuordnung der Böhler-Uddeholm AG vor. Danach wurde die bisherige Division Welding Consumables der Division Bahnsysteme der voestalpine AG zugeordnet. Die bisherige Division Precision Strip wurde Teil der voestalpine-Division Profilform. Die Böhler-Uddeholm Divisionen High Performance Metals und Special Forgings bilden die neue voestalpine-Division Edelstahl. Nach dem Ausscheiden von Claus Raidl wurde Franz Rotter zum 1. Jänner 2011 neuer Vorstandsvorsitzender.

## Standorte
Der Böhler-Uddeholm-Konzern verfügt weltweit über zahlreiche Tochtergesellschaften und Standorte:
| - Böhlerwerk, Niederösterreich: - voestalpine Böhler Profil GmbH (ex Böhler Profil GmbH 2017) - voestalpine precision strip GmbH (ex Böhler-Uddeholm precision strip 2015) - Kapfenberg, Steiermark: - Böhler Edelstahl GmbH - Böhler Schmiedetechnik GmbH (Böhler Forging) - Böhler Schweißtechnik Austria GmbH (Böhler Welding) - Böhler Technik Center - Kematen an der Ybbs, Niederösterreich: - voestalpine precision strip GmbH (ex Böhler Uddeholm precision strip 2015) - Mürzzuschlag, Steiermark: - Böhler Bleche GmbH & Co KG - Wien: - Böhler International GmbH Exportverkauf - Böhlerstahl Vertriebs Ges.m.b.H - u. a. - Belgien: - Böhler N.V - Deutschland: - Böhler-Uddeholm Deutschland GmbH, Düsseldorf - Buderus Edelstahl GmbH, Wetzlar (seit 2010 wieder mit Buderus Edelstahl Band GmbH, seit 2013 Buderus Edelstahl Schmiedetechnik GmbH) - Frankreich: - Boehler SA - Deville Rectification - Großbritannien: - Böhler-Uddeholm (U.K.) LTD Bohler Special Steels Division - Italien: - Böhler Uddeholm Italia Spa - Niederlande: - Böhler B.V - Polen: - BOHLER UDDEHOLM Polska Sp.z o.o. | - Rumänien: - Böhler Romania SRL - Russland: - Böhler International Moscow - Schweden: - Uddeholm Svenska AB - Uddeholm Tooling AB - Schweiz: - Böhler-Uddeholm Schweiz AG - Slowakei: - Böhler Uddeholm Slovakia S.R.O. - Spanien: - Böhler Uddeholm Iberica S.A. - Tschechien: - Böhler Uddeholm CZ S.R.O. - Türkei: - Böhler Celik Ticaret Lim. Sirketi - Ungarn: - Bohler Kereskedelmi KFT. - Australien: - Bohler Steels PTY. Lt - Brasilien: - Villares Metals S.A. - Mexiko: - Böhler Uddeholm Mexico - USA: - Böhler-Uddeholm North America - Böhler-Uddeholm Specialty Metals, INC. |

## Auszeichnungen
- 1972 Gebrüder Böhler GmbH: Staatspreis Design für einen Abbruchhammer
- Staatliche Auszeichnung für Boehler Uddeholm Precision Strip[13]
- Staatliche Auszeichnung für Boehler Schweißtechnik[14]